# تان پنتر
تان پنتر (به انگلیسی: Ton Pentre) یک روستا در بریتانیا است که در روندا کنون تاو واقع شده‌است. تان پنتر ۱٬۰۲۸ نفر جمعیت دارد.